# Halsterbach
Halsterbach ist ein Ort von 106 Ortschaften der Gemeinde Reichshof im Oberbergischen Kreis im nordrhein-westfälischen Regierungsbezirk Köln in Deutschland.

## Lage und Beschreibung
Halsterbach liegt nördlich von Eckenhagen, die nächstgelegenen Zentren sind Gummersbach (14,4 km nordwestlich), Köln (64 km westlich) und Siegen (64 km südöstlich).

## Geschichte

### Erstnennung
1509 wurde der Ort als Halstenbach erstmals urkundlich erwähnt.
| Bevölkerungsentwicklung | Bevölkerungsentwicklung |
| Jahr                    | Einwohner               |
| ----------------------- | ----------------------- |
| 1991                    | 30                      |
| 2005                    | 52                      |
| 2006                    | 50                      |
| 2008                    | 49                      |
| 2017                    | 53                      |
| 2018                    | 54                      |
| 2019                    | 54                      |